# Sirinopteryx parallela
Sirinopteryx parallela är en fjärilsart som beskrevs av Eugen Wehrli 1937. Sirinopteryx parallela ingår i släktet Sirinopteryx och familjen mätare. Inga underarter finns listade i Catalogue of Life.